# Macrozamia moorei
Macrozamia moorei F.Muell. è una cicade della famiglia delle Zamiaceae, nativa dell'Australia.

## Descrizione

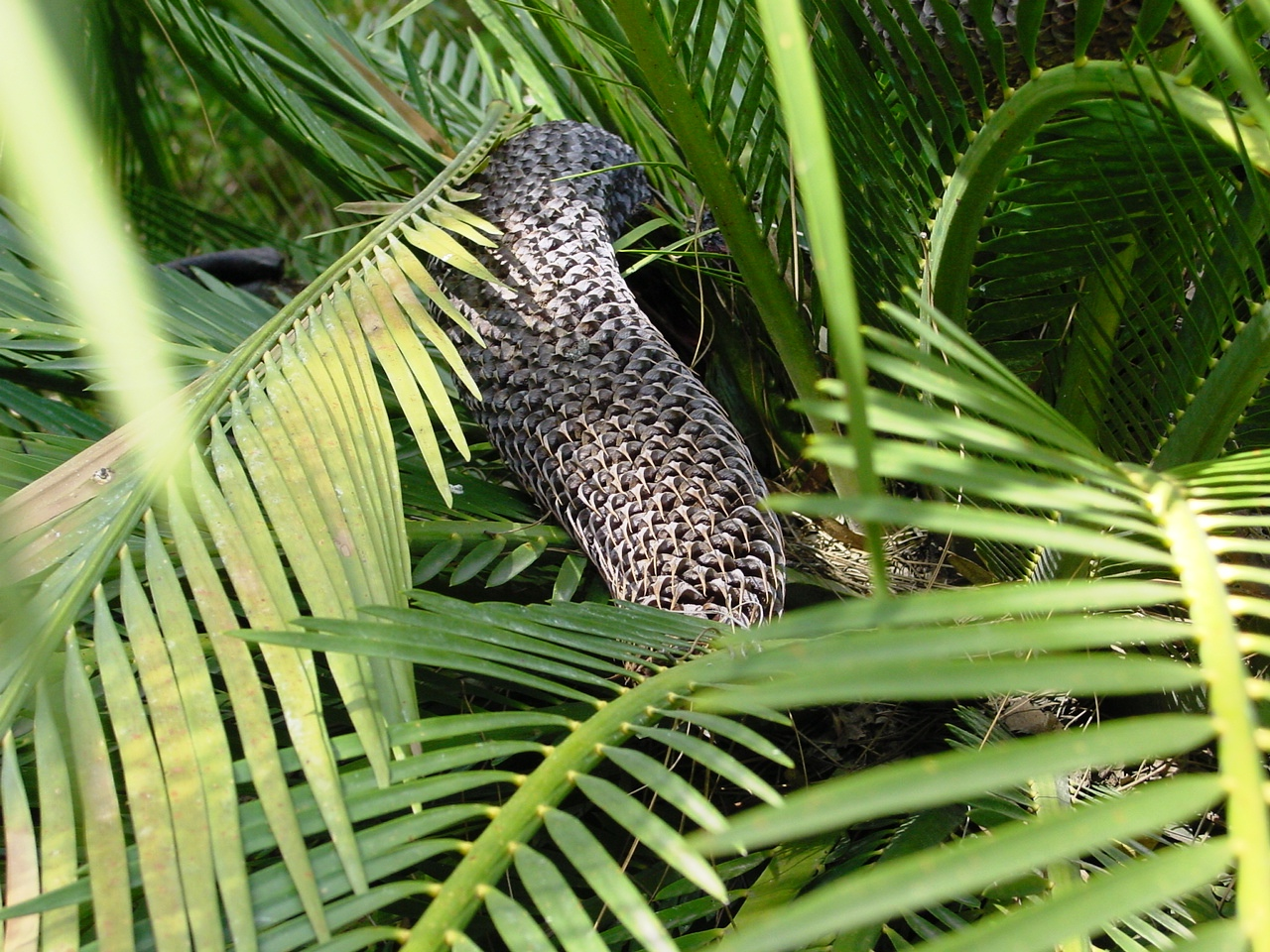
Cono maschile

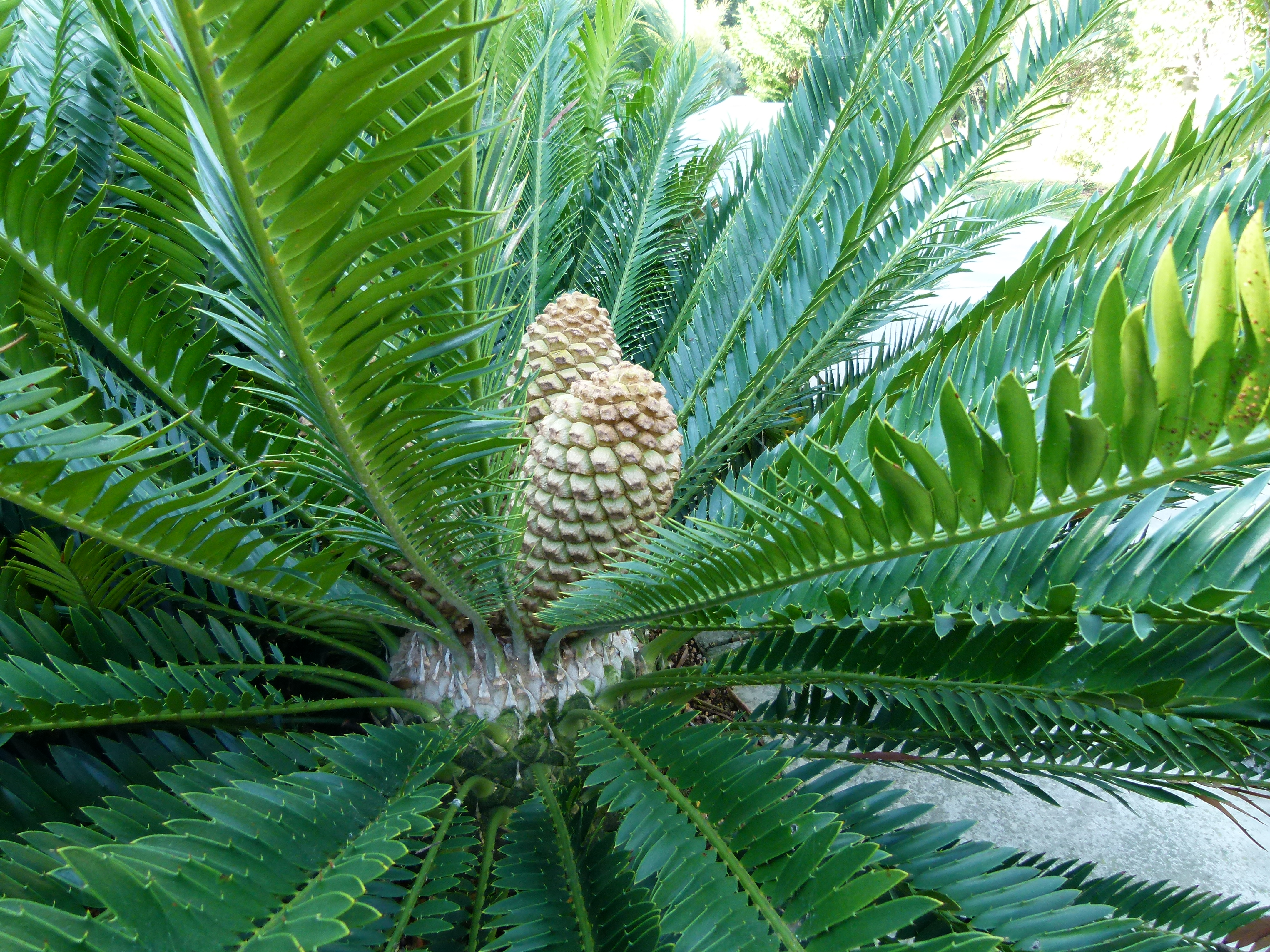
Cono femminile

Ha un tronco spesso e colonnare, che può raggiungere un'altezza di 9 m e un diametro di 80 cm.
Ha foglie verticillate, disposte a corona, lunghe fino a 3 m, ciascuna con 120-200 foglioline strette e lanceolate, di color verde intenso o verde-bluastro, che si inseriscono a 90° su un rachide arcuato, dotato di un picciolo spinoso, lungo 2–10 cm 
I coni maschili sono fusiformi, lunghi 30–45 cm long, 10–20 cm di diametro, dotati di una spina apicale lunga 2–25 mm. 
I coni femminili sono ovoidali, lunghi 40–80 cm, 15–20 cm di diametro e con una spina apicale lunga sino a 7 cm.
I semi sono ovoidali, lunghi 40–60 mm e larghi 30–40 mm con sarcotesta rossa.

## Tassonomia
La denominazione Macrozamia moorei si deve a Ferdinand von Mueller (1881). Il nome fu scelto in onore a Charles Moore (1820-1905), direttore dei Royal Botanic Gardens di Sydney.

## Distribuzione e habitat
È endemica dello Stato australiano di Queensland ove si sviluppa in zone caratterizzate da terreno povero, roccioso, ben drenato, neutro o leggermente acido. Soffre le basse temperature.